# 光専寺 (鳥取県智頭町)
光専寺（こうせんじ）は、鳥取県八頭郡智頭町智頭147にある浄土真宗本願寺派の仏教寺院。山号は東嶽山、本尊は阿弥陀如来迎立像。
智頭宿の智頭往来沿いに位置する。本堂のうぐいす張りで知られる。 

## 歴史
創建は天正18年（1590年）とされる。鳥取藩主池田家に厚く庇護され、池田家の家紋である蝶の御紋を下賜された。

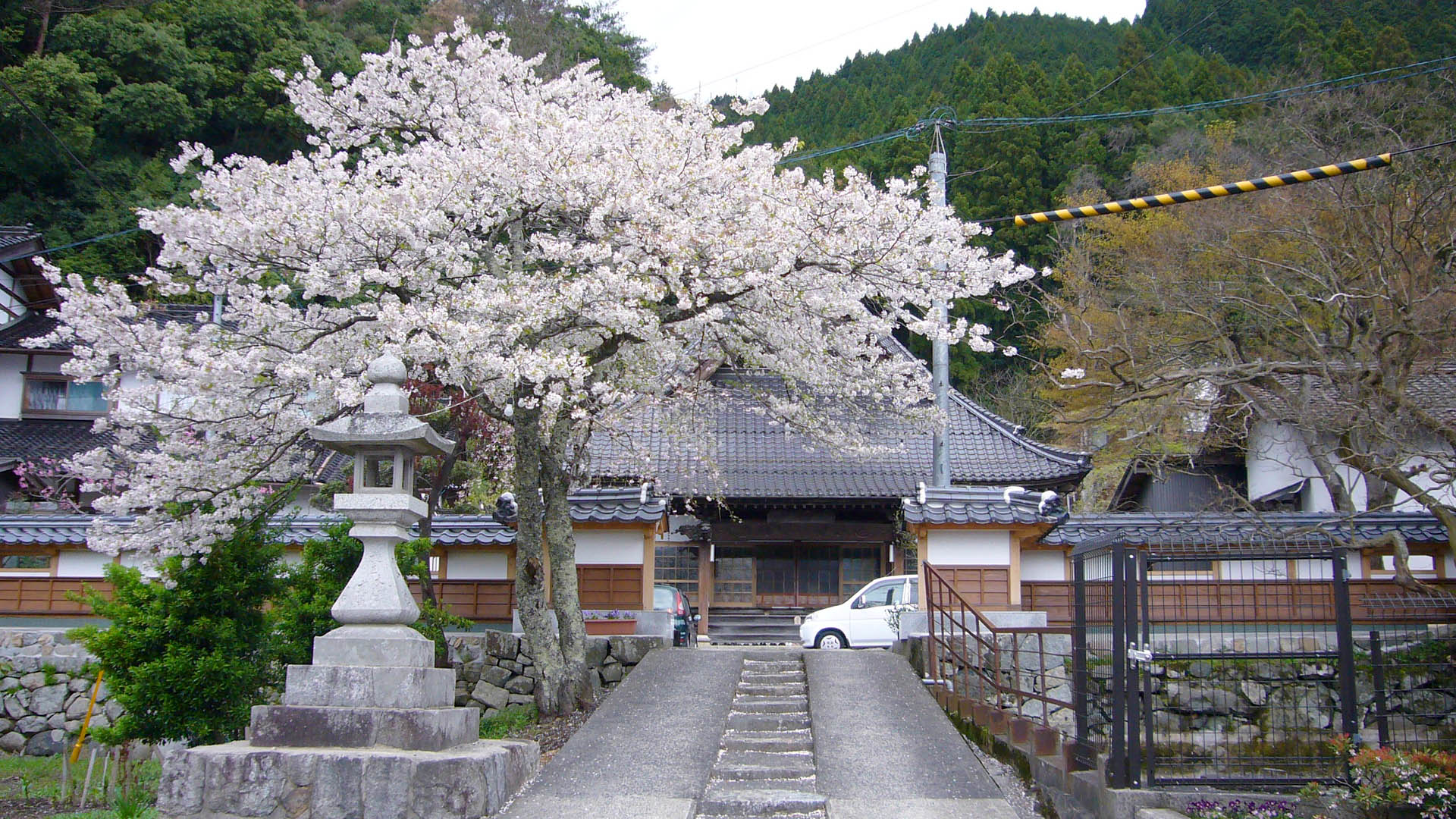
境内
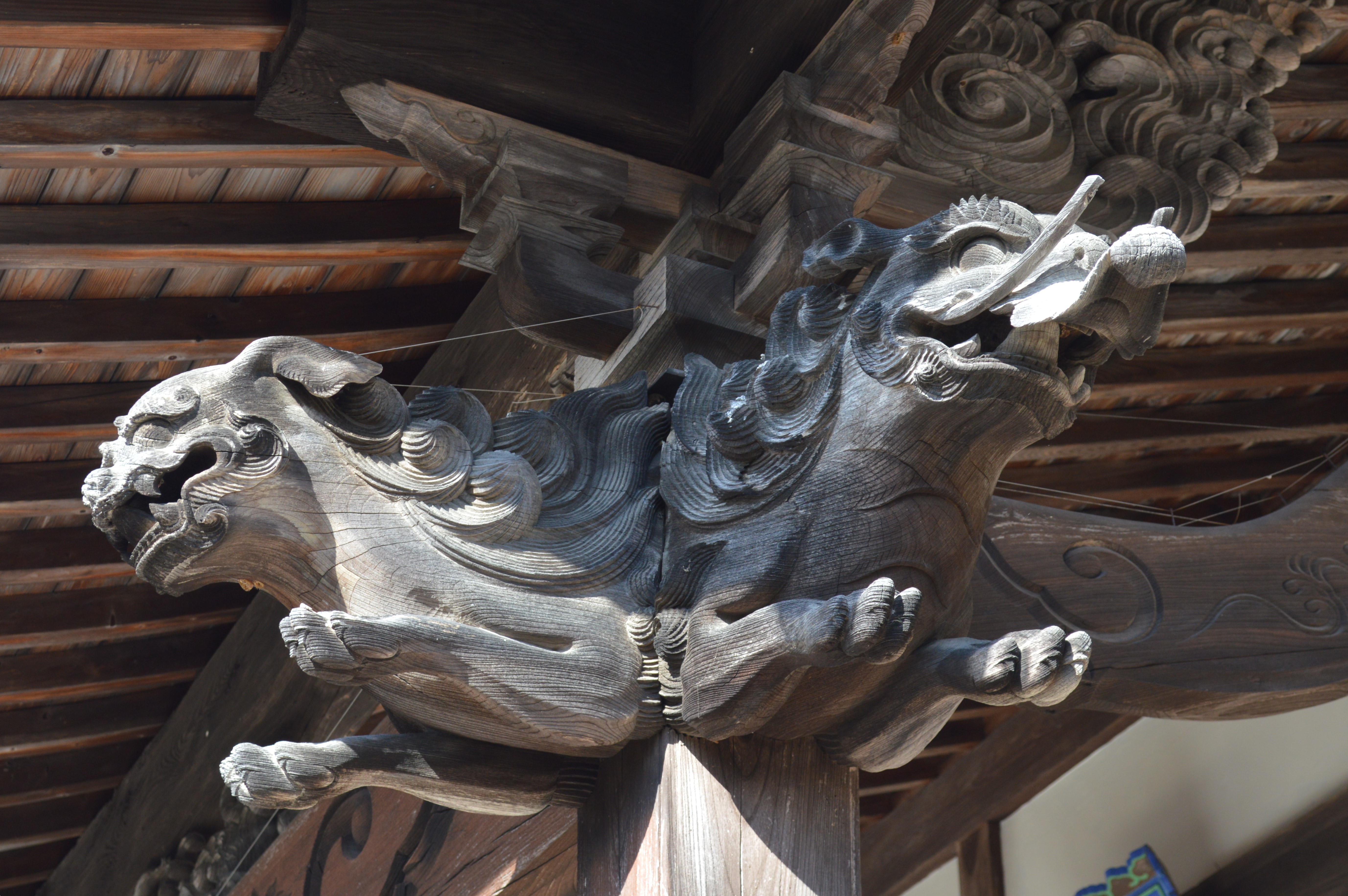
本堂の木鼻
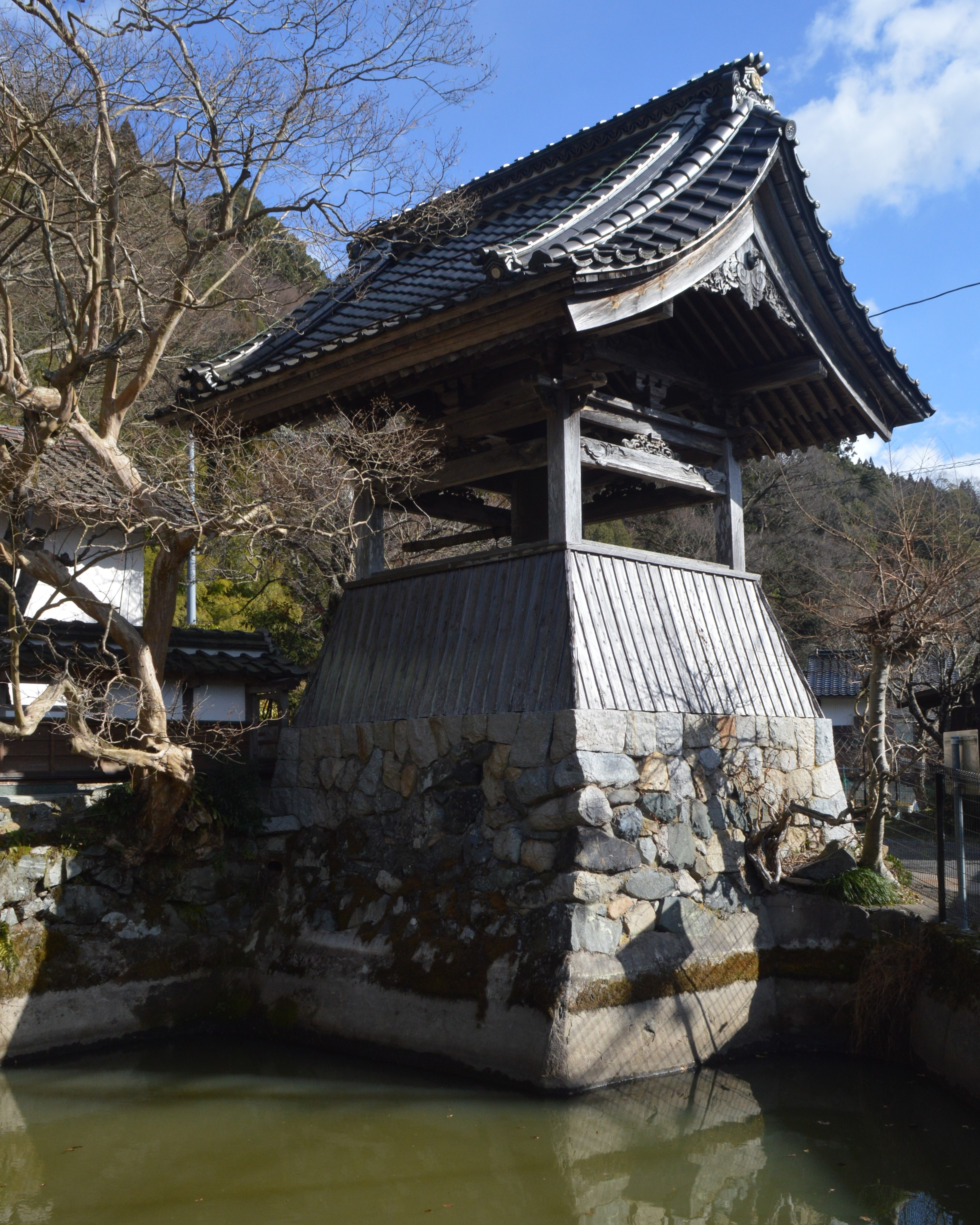
鐘楼

## 寺宝
- 「親鸞伝絵」 - 元文4年（1739年）作。
- 「八大地獄変相図」 - 寛政3年（1791年）作。
- 南画家河村香坡および円山派の襖絵（庫裏）

## 現地情報
所在地
- 〒689-1402 鳥取県八頭郡智頭町大字智頭147

交通アクセス
- 智頭急行・JR因美線智頭駅から徒歩10分